# Andrew Higginson
Andrew Higginson, angleški igralec snookerja, * 13. december 1977, Cheshire, Anglija.
Higginson prebiva v Widnesu. Najbolj je poznan po uvrstitvi v finale jakostnega turnirja Welsh Open 2007, na katerem je nastopil kot velik avtsajder, saj je bil dotlej praktično neznan. V karieri je doslej zaslužil nekaj več kot 500.000 £. 

## Začetki
Po povprečni amaterski karieri se je Higginson pridružil profesionalcem v sezoni 2000/01, potem ko je v drugorazrednem tekmovanju Challenge Tour osvojil drugo mesto in si tako priboril mesto v svetovni karavani. V karavani je ostal pet sezon in nato iz nje izpadel, v tem času je beležil dokaj povprečne rezultate. Mesto v karavani si je znova priboril za sezono 2006/07, kar mu je uspelo z drugim mestom na seriji turnirjev Pontins' International Open Series (PIOS), kot se je tedaj imenovalo drugorazredno tekmovanje Challenge Tour.

## Preboj
Higginson se je na turnirju Malta Cup 2007 z zmago proti Stevu Davisu s 5-4 prebil v osmino finala, kjer se je srečal s Kenom Dohertyjem in izgubil z 2-5. Že na naslednjem jakostnem turnirju v sezoni, turnirju Welsh Open 2007, pa je prikazal zelo opazen dvig forme in tudi prvič v karieri dosegel niz 147 točk. Na turnirju je po vrsti izločil Allisterja Carterja (5-1), Johna Higginsa (5-3), Michaela Judga (5-1) in Stephena Maguireja (6-3), s čimer si je zagotovil mesto v finalu. Tam se je pomeril z Neilom Robertsonom in tesno izgubil, izid je bil 8-9. Higginson je sicer že zaostajal z 2-6, a nato povedel z 8-6, kar pa ni bilo dovolj za zmago, saj je Robertson osvojil zadnje tri frame.  Ker je v sezoni 2005/06 nastopal v drugorazrednem tekmovanju, se je z nastopom v finalu Welsh Opena zapisal v zgodovino športa kot prvi nepostavljeni igralec po Terryju Griffithsu, ki se je prebil v finale katerega od jakostnih turnirjev. Griffithsu je dosežek uspel leta 1979, ko je tudi slavil v finalu Svetovnega prvenstva. Higginson je prejel denarno nagrado 20.000 GB£ za njegov niz 147 točk, 2000 GB£ za najvišji niz turnirja in še 17.500 GB£ za igranje v finalu, s čimer mu je turnir skupaj v denarnico nanesel spodbudnih 39.500 GB£.

## Poznejša kariera
Kljub odlični sezoni si Higginson ni uspel zagotoviti mesta na Svetovnem prvenstvu, saj je v 3. krogu kvalifikacij izpadel proti Rickyju Waldenu, ki je slavil z 10-9. Odlična dosežka s turnirjev Welsh Open in Malta Cup sta mu na svetovni jakostni lestvici prinesla skok na 44. mesto, v seštevku ene sezone pa je držal celo 24. mesto. To je pomenilo, da bi si vsaj s približno podobno uspešnimi predstavami v sezoni 2007/08 zagotovil mesto med najboljšimi 32 igralci sveta, vendar mu to ni uspelo, saj se je v celotni sezoni na glavni del jakostnih turnirjev uvrstil le enkrat - znova na turnirju Welsh Open. 
V sezoni 2008/09 se je nato uspel uvrstiti na glavni del turnirja Grand Prix, na katerem je izpadel v prvem krogu proti Marku Selbyju, ki je slavil z izidom 5-0.  Ob koncu sezone se je nato prvič v karieri prebil skozi sito kvalifikacij za nastop na Svetovnem prvenstvu, porazil je Jamieja Jonesa in Michaela Judga.  Ob svojem debiju na prvenstvu se je v prvem krogu pomeril s kasnejšim finalistom Shaunom Murphyjem in se izkazal za zelo žilavega tekmeca, saj je v dvoboju že vodil s 7-6, a na koncu izgubil z 8-10. 

## Osvojeni turnirji

### Amaterski turnirji
- North West prvenstvo - 1998, 1999
- Merseyside mladinsko prvenstvo - 1997
- North West prvenstvo dvojic - 1996
- North West mladinsko prvenstvo - 1995